# Plag-in hibridno vozilo
Plag-in hibridno vozilo (PHEV) ili jednostavno plag-in hibrid je tip hibridnog električnog vozila opremljenog punjivom baterijom koja se može direktno dopuniti preko kabla za punjenje priključenog na eksterni izvor električne energije, pored unutrašnjeg punjenja pomoću ugrađenog generatora koji pokreće motor sa unutrašnjim sagorevanjem. Dok su PHEV uglavnom putnički automobili, postoje i plag-in hibridne varijante sportskih automobila, komercijalnih vozila, kombija, pomoćnih kamiona, autobusa, vozova, motocikala, mopeda, vojnih vozila i čamaca.
Slično električnim vozilima na baterije (BEV), plag-in hibridi mogu koristiti centralizovane generatore obnovljive energije (npr. solarne, vetar ili hidroelektrične) kako bi bili u velikoj meri bez emisija, ili fosilna postrojenja u kom slučaju prenose emisije gasova staklene bašte sa automobilskih izduvnih cevi na elektrane. Za razliku od konvencionalnih hibridnih električnih vozila (HEV), PHEV generalno imaju veću bateriju koja se može puniti (teoretski) sa bilo kog mesta sa pristupom električnoj mreži, nudeći poboljšanu energetsku efikasnost i ekonomičnost u poređenju sa oslanjanjem isključivo na lokalni generator. Pored toga, PHEV-ovi mogu da podrže dužu i češću vožnju na potpuno električni pogon, a njihovi električni motori često imaju veću izlaznu snagu i obrtni moment, bolje reaguju na ubrzanje i sveukupno imaju niže operativne troškove. Iako je baterija PHEV-a manja od one kod potpuno električnih vozila iste težine, jer mora da prihvati svoj motor sa unutrašnjim sagorevanjem i hibridni pogon, on pruža dodatnu fleksibilnost vraćanja na upotrebu svog benzinskog/dizel motora, slično konvencionalnom HEV ako se baterije isprazne. Ova funkcija pomaže u ublažavanju dometne anksioznosti, posebno u oblastima u kojima nedostaje dovoljna infrastruktura za punjenje.
Masovno proizvedeni PHEV-ovi dostupni su javnosti u Kini i Sjedinjenim Državama od 2010. godine, sa uvođenjem Ševrolet Volta, koji je bio najprodavaniji PHEV dok ga nije nadmašio Micubiši Autlander PHEV na kraju proizvodnje Volta 2019. godine. Do 2021. godine, BYD Auto je postao najveći proizvođač plag-in hibridnih vozila na svetu. Prema podacima iz 2024. godine, kumulativna prodaja BYD plag-in hibrida premašila je 3,6 miliona jedinica. BYD Song DM linija SUV vozila je doprinela sa preko 1,05 miliona jedinica.
Prema podacima iz decembra 2019. godine, globalna zaliha PHEV vozila iznosila je 2,4 miliona jedinica, što predstavlja jednu trećinu zaliha električnih putničkih automobila na svetskim putevima. Iste godine, Kina je imala najveću svetsku zalihu PHEV vozila sa 767.900 jedinica, a slede Sjedinjene Države sa 567.740 i Ujedinjeno Kraljevstvo sa 159.910.

## Literatura
- American Council for an Energy-Efficient Economy, Plug-in Electric Vehicles: Challenges and Opportunities, June 2013
- Argonne National Laboratory, Cradle-to-Grave Lifecycle Analysis of U.S. Light-Duty Vehicle-Fuel Pathways: A Greenhouse Gas Emissions and Economic Assessment of Current (2015) and Future (2025–2030) Technologies Архивирано 2020-08-12 на сајту  (includes estimated cost of avoided GHG emissions from BEVs and PHEVs), June 2016.
- Boschert, Sherry (2007). Plug-in Hybrids: The Cars that will Recharge America (1st изд.). New Society Publishers. ISBN 9780865715714. OCLC 74524214.
- International Council on Clean Transportation, Driving Electrification – A Global Comparison of Fiscal Incentive Policy for Electric Vehicles, May 2014
- International Energy Agency (IEA) and Electric Vehicles Initiative (April 2013), Global EV Outlook 2013 – Understanding the Electric Vehicle Landscape to 2020
- International Energy Agency (IEA) – IA-HEV (May 2013), Hybrid and Electric Vehicles – The Electric Drive Gains Traction Архивирано 2021-02-26 на сајту
- Lee, Henry, and Grant Lovellette (2011).Will Electric Cars Transform the U.S. Vehicle Market? Belfer Center, Harvard University
- Nevres, Cefo (2009). Two Cents per Mile: Will President Obama Make it Happen With the Stroke of a Pen?. Nevlin. ISBN 9780615293912. OCLC 463395305.
- Sandalow, David B., ур. (2009). Plug-In Electric Vehicles: What Role for Washington? (1st. изд.). The Brookings Institution. ISBN 9780815703051. OCLC 895434772.
- Michalek, Jeremy (фебруар 2015). „CMU team finds regional temperature differences have significant impact on EV efficiency, range and emissions”. Green Car Congress.
- Romm, Joseph J. and Fox-Penne, Peter. (2007). Plugging into the Grid: How Plug-In Hybrid-Electric Vehicles Can Help Break America's Oil Addiction and Slow Global Warming. Progressive Policy Institute.
- U.S. Environmental Protection Agency, Application of Life-Cycle Assessment to Nanoscale Technology: Lithium-ion Batteries for Electric Vehicles, April 2013.
- US Office of Energy Efficiency and Renewable Energy
  - Plug-In Hybrid Electric Vehicle Value Proposition Study Final Report, July 2010.
  - Plug-in Hybrid Electric Vehicles.
  - Alternative Fuels and Advanced Vehicles Data Center (AFDC), including list of books and publications.
- US National Highway Traffic Safety Administration
  - Interim Guidance Electric and Hybrid Electric Vehicles Equipped with High Voltage Batteries – Vehicle Owner/General Public Архивирано 2013-12-09 на сајту 
  - Interim Guidance Electric and Hybrid Electric Vehicles Equipped with High Voltage Batteries – Law Enforcement/Emergency Medical Services/Fire Department Архивирано 2013-12-09 на сајту

## Spoljašnje veze
- [http://energy.gov/articles/egallon-what-it-and-why-it-s-important  U.S. Department of Energy.